# أسد بن هاشم
أسَد بِن هاشم كانَ تاجِراً وشَريفَاً مِن أشراف العرب في الجاهلية، من قبيلة قريش. وَهو ابِن هاشم بن عبد مناف والأخ غير الشَقيق لعبد المطلب بن هاشم وعَم أبو لهب وحمزة بن عبد المطلب والعباس بن عبد المطلب وعبد الله بن عبد المطلب والِد النبي محمد وَهو والِد الصحابية الجليلَة فاطمة بنت أسد زوجة أبو طالب بن عبد المطلب وجَد جعفر بن أبي طالب وعقيل بن أبي طالب وأم هاني بنت أبي طالب وعلي بن أبي طالب.

## نسبه
- هو :أسد بن هاشم بن عبد مناف بن قصي بن كلاب بن مرة بن كعب بن لؤي بن غالب بن فهر بن مالك بن النضر بن كنانة بن خزيمة بن مدركة بن إلياس بن مضر بن نزار بن معد بن عدنان.[3]
- أُمه :الحزوز وقيل قَيْلة بنت عامر بن مالك المصطلقية الخزاعية.[4]

## أخوته
- عبد المطلب بن هاشم.
- صيفي بن هاشم.
- أبو صيفي بن هاشم.
- نضلة بن هاشم.
- الشفاء بنت هاشم.
- خالدة بنت هاشم.
- ضعيفة بنت هاشم.
- رقية بنت هاشم.
- حية بنت هاشم.

## نساؤه
- زوجته :حُبّى بنت هرم بن رواحة بن حجير بن عبد بن معيص بن عامر بن لؤي، وولدت له :فاطمة بنت أسد بنت أسد عمران بن اسد.[5]
- جاريته :مارية الرومية، وولدت له :حُنين وخلدة.

## أبناؤه
- فاطمة بنت أسد, تزوجت ابن عمها أبو طالب بن عبد المطلب وأنجَبت لَهُ كُلَ بَنِيهِ.
- حُنين بن أسد، تزوج امرأة من بني زهرة وأنجب مِنهَا عبد الله بن حنين مولى العباس بن عبد المطلب.
- عائشة بنت اسد تزوجت أبي العاص عمرو بن أمية بن عبد شمس وأنجبت له الحكم بن أبي العاص
- خلدة بنت أسد، تَزوجها ابن عمها الأرقم بن نضلة بن هاشم وأنجبت لَهُ بنت تُدعى الشفاء.[6]

## أحفاده
- الخليفة علي بن أبي طالب والد الحسن بن علي بن أبي طالب والحسين بن علي بن أبي طالب.
- جعفر بن أبي طالب المُلقب بجعفر الطيار.
- طالب بن أبي طالب.
- عقيل بن أبي طالب.
- فاختة بنت أبي طالب.
- جمانة بنت أبي طالب.
- عبد الله بن حنين بن أسد بن هاشم والِد إبراهيم بن عبد الله بن حنين بن أسد بن هاشم.[7][8]
- أُم السائب الشفاء بنت الأرقم بن نضلة بن هاشم ولها ابن يُدعى السائِب حارب مع المُشركين في غزوة بدر ووقع في الأسر عندما انهَزم جيشهُم وكان شديد الشبه لنبي الإسلام.[9][10]